# Акадіана
30°14′35″ пн. ш. 92°00′46″ зх. д. / 30.243145° пн. ш. 92.012659° зх. д.
Акадіана (фр. L'Acadiane, англ. Acadiana або Cajun Country) — офіційна назва франкомовного етнічного та культурного регіону, що охоплює 22 округи на низинному, заболоченому півдні та південному заході штату Луїзіана, США, у нижній течії річки Міссісіпі площею — 37 746 км². Регіон традиційного проживання кажунів — нащадків французьких колоністів з Акадії.
Населення регіону — близько 1,4 мільйона осіб, до яких належать потомки франко-акадських біженців — кажунів, частина котрих і досі говорить особливим діалектом французької мови (кажунський діалект французької мови та креольська французька), власне французькі колоністи, франко-креоли, іспанські колоністи з Канарських островів (ісленьйос), франкомовні та англомовні негри та мулати, пізніші англо-американські та німецькі колоністи.

## Історія
Акадіана була заселена в 1755-1763 роках французькими колоністами з Акадії. У XIX ст. у східні округи заселилися колоністи з Німеччини. Нині, окрім франкомовного каджунського населення, в Акадіані проживають індіанці, афроамериканці, креоли та приїжджі з Пд. — Сх. Азії.
Назва «Акадіана» вперше з'явилась у місцевих газетах у середині 50-х років ХХ ст. для позначення так званої «Південної Акадії» (на відміну від канадської «Північної Акадії»). У 1971 році офіційно затверджено назву «Акадіана» для позначення регіону, що займає 22 округи: Акадія, Ассансьйон, Ассумпсьйон, Авуаель, Вермільйон, Вест-Батон-Руж, Джефферсон-Девіс, Еванджелін, Ібервіль, Іберія, Калкасьє, Камерон, Лафаєтт, Лафурш, Пуант, Сент-Джеймс, Сент-Джон-Баптист, Сент-Ландрі, Сент-Мартін, Сент-Мері, Сент-Чарлз, Террбонн.

## Прапор

Офіційний прапор Акадіани

Прапор створив у 1965 Томас Арсено (Thomas Arceneaux). Три лілії символізують Францію, замок є символом Кастилії, зірка символізує Святу Марію.

## Географія та господарство
У північних округах Акадіани переважають рівнинні прерії та незначні підвищення. У цьому регіоні головним чином вирощують бавовну та кукурудзу. Південні округи мають ландшафт, характерний для країни Байу з багнистими кипарисовими лісами та старицями. Тут вирощують рис та цукрову тростину.
Центром регіону є місто Lafayette; інші великі міста: Lake Charles, Abbeville, Crowley, Donaldsonville, Eunice, New Iberia, Opelousas, Rayne та St. Martinville.
Зараз головними галузями господарства є добування нафти, туризм та сільське господарство. Регіон часто потерпає від катастрофічних повеней та ураганів, що спричинило необхідність значної розбудови доріг з метою евакуації населення з небезпечних районів.